# تلمبه منتخب
تلمبه منتخب یک منطقهٔ مسکونی در ایران است که در دهستان کوار واقع شده‌است.